# Kyle Williams (football américain)
Pour les articles homonymes, voir Kyle Williams.
(en) Statistiques sur pro-football-reference
Kyle Derrick Williams, né le 10 juin 1983 à Ruston, est un joueur américain de football américain évoluant au poste de defensive tackle.

## Biographie
Étudiant à l'université d'État de Louisiane, il joue pour les Tigers de LSU.
Il est sélectionné lors de la draft 2006 de la NFL à la 134e place par les Bills de Buffalo.
Après 13 saisons dans la NFL, il annonce le 28 décembre 2018 qu'il prendra sa retraite à la conclusion de la saison. À son dernier match, le 30 décembre contre les Dolphins de Miami, il est utilisé en attaque lors du dernier quart-temps, en tant que fullback, et réceptionne une passe pour un gain de 9 yards.